# Kecamatan Pademangan
Kecamatan Pademangan är ett distrikt i Indonesien.   Det ligger i provinsen Jakarta, i den västra delen av landet. Huvudstaden Jakarta ligger i Kecamatan Pademangan.